# Alfa Romeo Disco Volante
L'Alfa Romeo 1900 C52 "Disco Volante", communément appelée l'Alfa Romeo Disco Volante ("La Soucoupe Volante" en italien), est une série expérimentale de voitures de sport et de course produites en 1952 et 1953 par le constructeur italien Alfa Romeo, en collaboration avec le carrossier Milanais Carrozzeria Touring. La voiture se distinguait par une carrosserie simplifiée, testée en soufflerie.
Trois "spiders" ou roadsters, biplaces découvertes, furent fabriqués en 1952, avec un moteur quatre cylindres 2 litres tout en alliage. Un an plus tard, l'un fut modifié en coupé, et un autre en spider plus classique. Deux autres exemplaires furent équipés d'un six cylindres de 3,5 litres, le moteur de la voiture de course Alfa Romeo 6C 3000 CM. Quatre des cinq voitures construites survivent aujourd'hui.

## Histoire

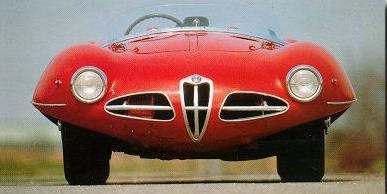
Vue de face de la Disco Volante de 1952, mettant en évidence la section transversale lenticulaire de la carrosserie.

La 1900 C52 fut développée en 1952 pour prendre part à des courses en catégorie sport, notamment aux 24 Heures du Mans où elle ne fut finalement pas engagée. Sa carrosserie aérodynamique enveloppante a été développée et construite en collaboration avec la Carrozzeria Touring, et testée en soufflerie. Étudiée pour obtenir un faible coefficient de traînée même dans des vents de travers, la carrosserie se caractérise par une section lenticulaire à la fois de face et de côté; le dessous étant aussi profilé.
Selon certains spécialistes, la conception de la Jaguar E-type a des aspects similaires à la Disco Volante.
Construite autour d'un nouveau châssis tubulaire à structure spatiale,
la Disco Volante utilisait les composants allégés de l'Alfa Romeo 1900. Comme sur la 1900, le moteur est un quatre cylindres en ligne à arbres à cames en tête entraînés par des double chaînes, mais le bloc est en aluminium et les chemises sont insérées plutôt qu'en fonte. Alors que la course de la 1900, 88 mm, fut retenue, l'alésage avait augmenté, passant de 82,55 mm à 85 mm, ce qui porte la cylindrée totale à près de 1 997,4 centimètres cubes; le taux de compression a été augmenté à 8,73:1. Configuré de cette manière et alimenté par deux carburateurs double corps, le moteur produit 158 ch à 6500 tr/min. La boîte de vitesses manuelle synchronisée à quatre rapports est raccordée à un embrayage multidisque à sec. La suspension est, comme sur d'autres Alfa Romeo de l'époque, une double triangulation à l'avant et un essieu rigide relié au châssis par un haut triangle et deux bas longitudinaux de réaction. Les freins sont à tambours sur les quatre roues, et les pneus de 6.0×16" sont montés sur des roues à rayons avec jantes en duralumin.
Grâce à sa forme aérodynamique, la voiture peut atteindre une vitesse de pointe de 220 km/h. Le réservoir de carburant avait une capacité de 105 litres.
Trois exemples de la Disco Volante deux litres ont été construits au total. En 1953, deux d'entre eux ont été modifiés afin de faire des tests aérodynamiques. L'un a reçu un toit fixe, devenant un coupé; l'autre, en faisant disparaître le caractère bombé des ailes en faveur de plus classiques, est nommé "fianchi stretti" (en italien "des hanches étroites").
La dernière voiture était la seule Disco Volante à être engagée dans quelques compétitions en 1953 puisque le programme n'a pas progressé au-delà du stade expérimental.
Deux autres voitures furent construites dans le style original, mais munies d'un moteur six-cylindres en ligne en fonte à double arbre à cames en tête provenant de la voiture de course contemporaine Alfa Romeo 6C 3000 CM; l'une fut démontée peu après. Avec une puissance de 227 ch (169 kW) à 6 000 tr/min, la Disco Volante de trois litres et demi pouvait atteindre les 240 km/h.

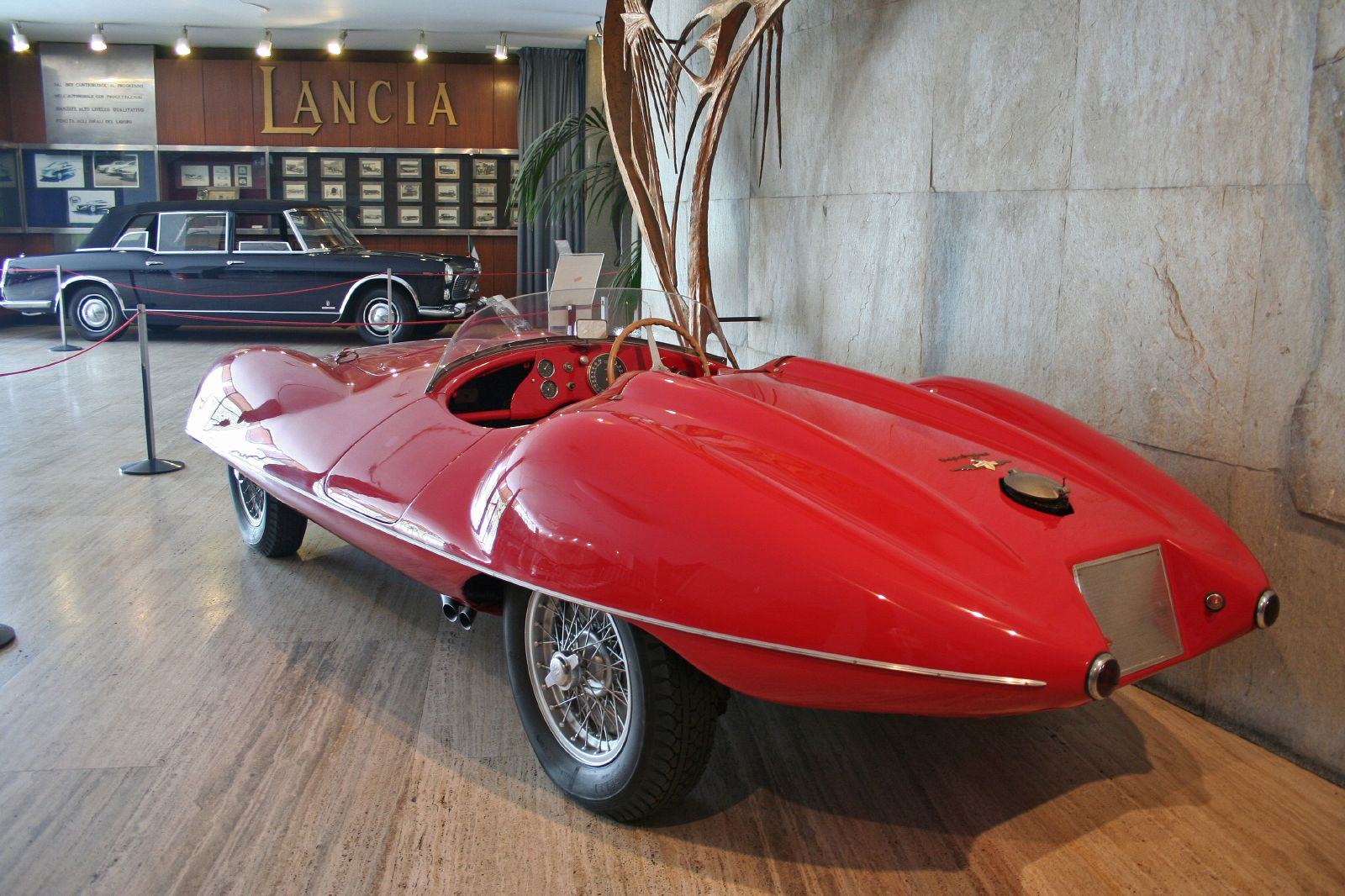
Alfa Romeo C52 Disco Volante Spider
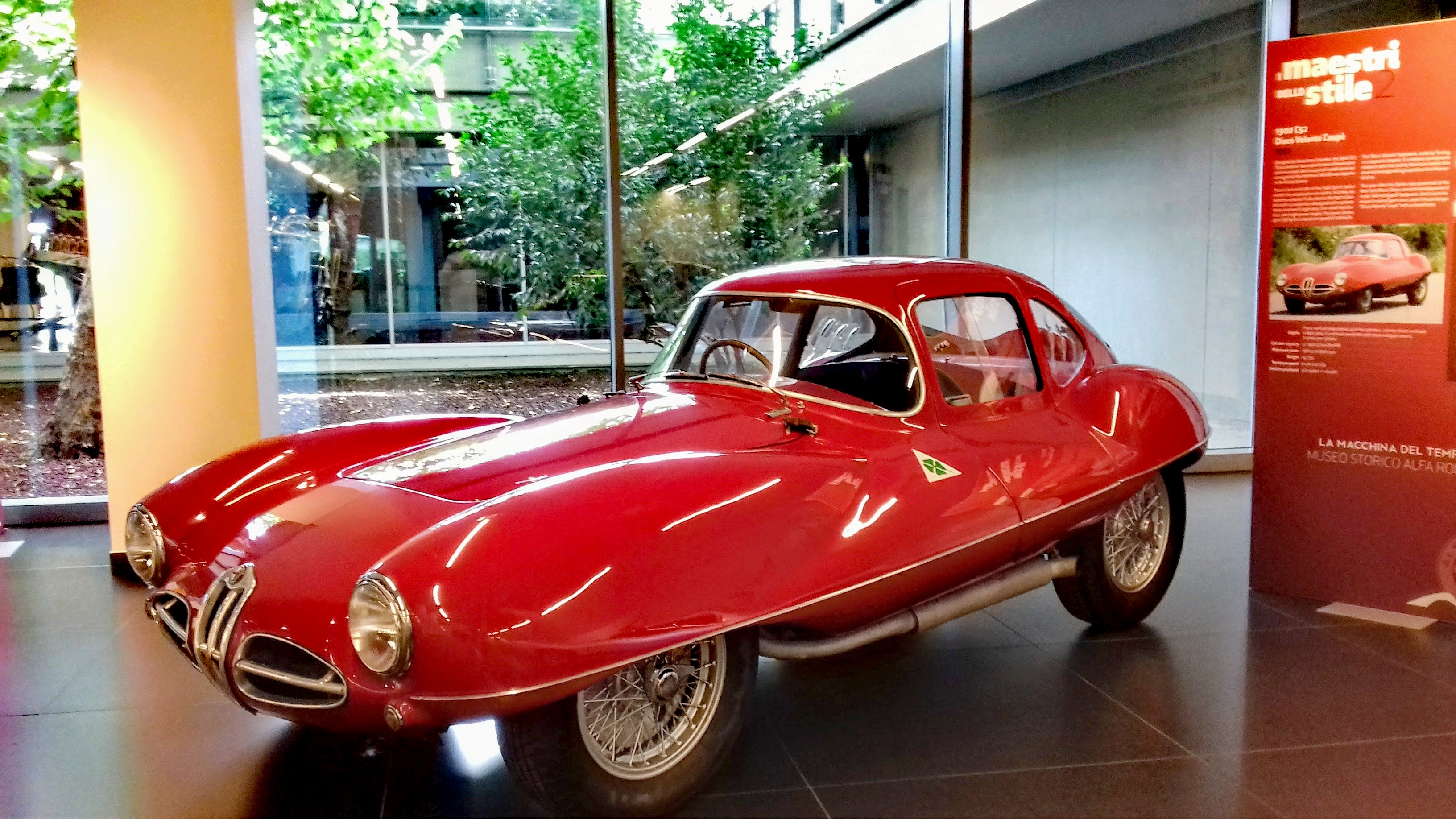
Alfa Romeo C52 Disco Volante Coupé
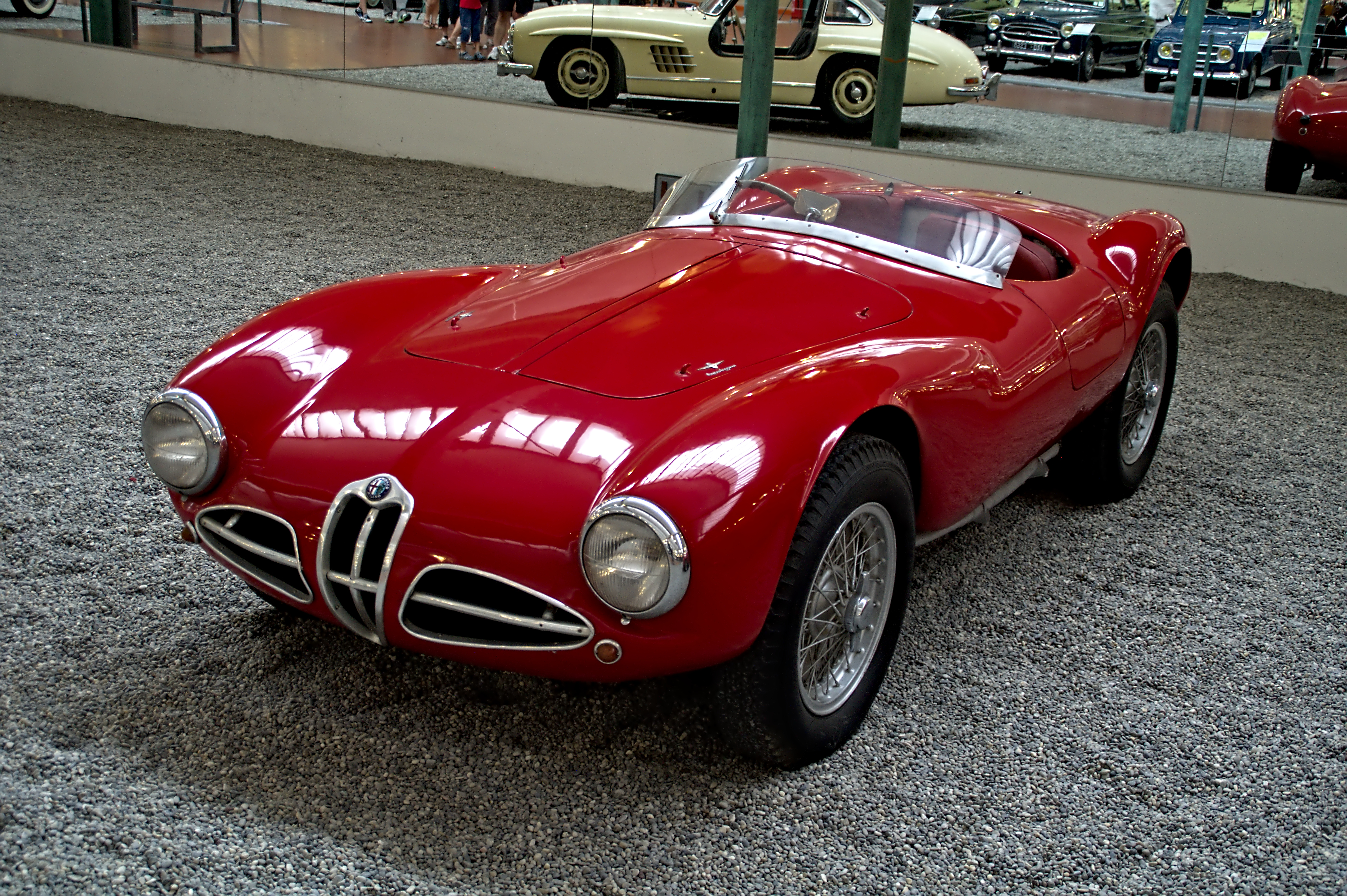
Alfa Romeo C52 "fianchi stretti" spider

### La Disco Volante aujourd'hui
Les prototypes spider et coupé deux litres sont préservés au Musée Alfa Romeo à Arese, et participent régulièrement à des courses d'ancètres. On estime la valeur de chacune entre un et deux millions d'euros. Le spider fianchi stretti est dans la collection Schlumpf, visible au Musée national de l’automobile de Mulhouse, France.
Finalement, l'unique spider six-cylindres de 3.5 litres restant est préservé au Museo Nazionale dell'Automobile de Turin.
Une sculpture en bronze inspirée par la Disco Volante a été révélé dans le parc des expositions Fiera Milano pour les 100 Ans d'Alfa Romeo à l'Été 2010.

### Alfa Romeo Disco Volante par Touring

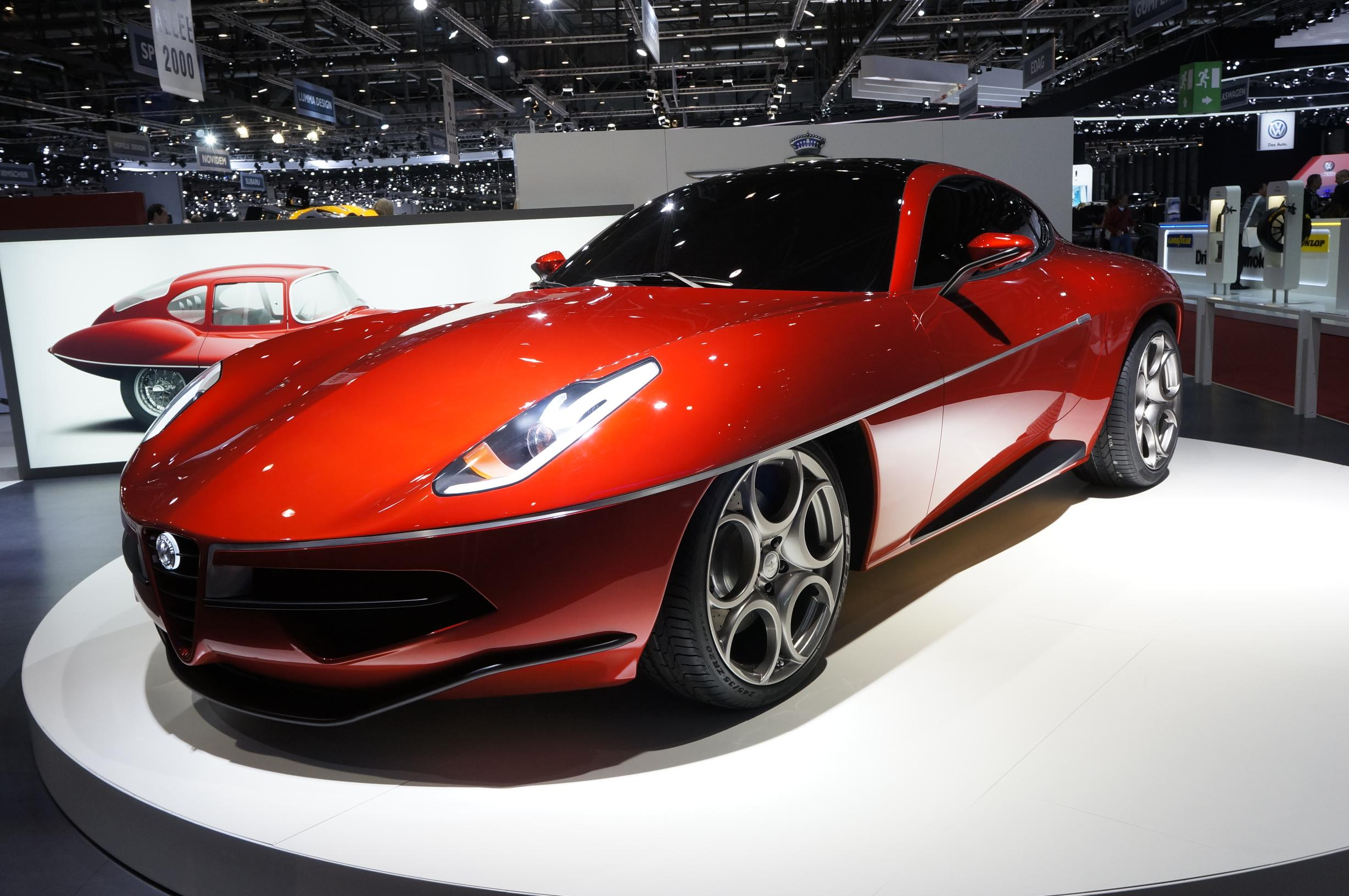
Vue de face de la Disco Volante de 2012 au salon Automobile de Genève

L' Alfa Romeo Disco Volante by Touring est un coupé deux places à moteur avant-central et transmission transaxe. L'Alfa Romeo 8C Competizione fournit le châssis roulant ainsi que la transmission et les systèmes électroniques. La voiture a été présentée au salon de Genève 2012 comme modèle de style. Touring la propose en série très limitée pour les clients les plus exigeants: des collectionneurs, des pilotes sportifs et des aficionados de la conception. Le modèle s'inspire de l'Alfa Romeo C52 de 1952,.